# Mistrovství světa ve fotbale 2022 – skupina D
Skupina D Mistrovství světa ve fotbale 2022 začala 22. listopadu a skončila 30. listopadu 2022. Tvoří ji Francie, Austrálie, Dánsko a Tunisko. Dva nejlepší týmy postoupí do osmifinále.
Zajímavostí je že Francie a Dánsko už byly ve skupině C na Mistrovství světa ve fotbale 2018, zatímco dva týmy, které bojovali o postup do této skupiny přes baráž, Austrálie a Peru, byly v této skupině také.

## Týmy
| Výchozí Umístění ve skupině | Tým       | Koš | Federace | Kvalifikoval se jako:               | Datum zajištění účasti | Pořadí účasti na MS | Po sobě jdoucí účasti na MS | Poslední účast | Nejlepší umístění                               | Umístění v žebříčku FIFA | Umístění v žebříčku FIFA |
| Výchozí Umístění ve skupině | Tým       | Koš | Federace | Kvalifikoval se jako:               | Datum zajištění účasti | Pořadí účasti na MS | Po sobě jdoucí účasti na MS | Poslední účast | Nejlepší umístění                               | Březen 2022              | Říjen 2022               |
| --------------------------- | --------- | --- | -------- | ----------------------------------- | ---------------------- | ------------------- | --------------------------- | -------------- | ----------------------------------------------- | ------------------------ | ------------------------ |
| D1                          | Francie   | 1   | UEFA     | vítěz kvalifikační skupiny D (UEFA) | 13. listopadu 2021     | 16.                 | 7                           | 2018           | Vítězové (1998, 2018)                           | 3.                       | 4.                       |
| D2                          | Austrálie | 4   | AFC      | Vítěz mezikontinentální baráže      | 13. června 2021        | 6.                  | 5.                          | 2018           | Osmifinále (2006)                               | 42.                      | 38.                      |
| D3                          | Dánsko    | 2   | UEFA     | vítěz kvalifikační skupiny F (UEFA) | 12. října 2021         | 6.                  | 2                           | 2018           | Čtvrtfinále (1998)                              | 11.                      | 10.                      |
| D4                          | Tunisko   | 3   | CAF      | Vítěz třetí fáze CAF                | 29. března 2022        | 6.                  | 2.                          | 2018           | Základní skupina (1978, 1998, 2002, 2006, 2018) | 35.                      | 30.                      |

## Tabulka
| Tým       | Z | V | R | P | VG | IG | +/- | B |
| --------- | - | - | - | - | -- | -- | --- | - |
| Francie   | 3 | 2 | 0 | 1 | 6  | 3  | +3  | 6 |
| Austrálie | 3 | 2 | 0 | 1 | 3  | 4  | -1  | 6 |
| Tunisko   | 3 | 1 | 1 | 1 | 1  | 1  | 0   | 4 |
| Dánsko    | 3 | 0 | 1 | 2 | 1  | 3  | -2  | 1 |

## Zápasy
1. kolo

### Dánsko - Tunisko
Tyto týmy se utkaly před tímto zápasem dvakrát, naposledy v roce 2002, kdy Dánsko zvítězilo 2:1 v přátelském utkání.
Ze začátku hře dominovali hráči ze severní Afriky. Nejprve tečovanou ranou ohrozil soupeřovu bránu Muhammad Dräger, poté Esám Džebalí dokonce překonal Kaspera Schmeichela, ale situaci předcházel ofsajd. Ve 43. minutě se Džebalí po náběhu do vápna ocitl tváří v tvář Schmeichelovi a pokusil se na brankáře vyzrát dloubáčkem, ovšem zkušený gólman využil své centimetry a zakončení skvělě vytěsnil mimo. Poté nadějný pokus za hranicí vápna vyslal Christian Eriksen, ale skvělým zákrokem se vyznamenal Ajmán Dámen. Z následného rohového kopu spálil obrovskou šanci Andreas Cornelius, když se na zadní tyči ocitl osamocený, jenže svým zakončením hlavou pouze orazítkoval brankovou konstrukci. Z následné převahy na balonu přes velkou snahu Dánové recept na zodpovědnou obranu Tuniska nenašli, a utkání skončilo bezbrankovou remízou.
| 22. listopadu 2022 14:00 (UTC+3) |        |         |                                                                              |
| Dánsko                           | 0 : 0  | Tunisko | Stadion Education City, Al Raján diváci: 42 925 rozhodčí: César Arturo Ramos |
|                                  | Zpráva |         | Stadion Education City, Al Raján diváci: 42 925 rozhodčí: César Arturo Ramos |

| Dánsko | Tunisko |

| BR              | 1  | Kasper Schmeichel     |     |       |
| SO              | 2  | Joachim Andersen      |     |       |
| SO              | 4  | Simon Kjær (c)        |     | 65'   |
| SO              | 6  | Andreas Christensen   |     |       |
| DZ              | 8  | Thomas Delaney        |     | 45+1' |
| SZ              | 23 | Pierre-Emile Højbjerg |     |       |
| SZ              | 10 | Christian Eriksen     |     |       |
| PK              | 13 | Rasmus Kristensen     | 24' |       |
| LK              | 5  | Joakim Mæhle          |     |       |
| SÚ              | 11 | Andreas Skov Olsen    |     | 65'   |
| SÚ              | 12 | Kasper Dolberg        |     | 65'   |
| Nahrazující:    |    |                       |     |       |
| Z               | 14 | Mikkel Damsgaard      |     | 45+1' |
| Ú               | 21 | Andreas Cornelius     |     | 65'   |
| Z               | 7  | Mathias Jensen        | 78' | 65'   |
| Z               | 25 | Jesper Lindstrøm      |     | 65'   |
| Trenér:         |    |                       |     |       |
| Kasper Hjulmand |    |                       |     |       |

| BR           | 16 | Ajmán Dámen         |     |     |
| SO           | 3  | Montassár Talbí     |     |     |
| SO           | 6  | Dylan Bronn         |     |     |
| SO           | 4  | Jasín Maríá         |     |     |
| PZ           | 20 | Muhammad Dräger     |     | 88' |
| SZ           | 14 | Ajsá Lajdúní        |     | 88' |
| SZ           | 17 | Alljís Schirí       |     |     |
| LZ           | 24 | Alí Abdí            |     |     |
| PÚ           | 25 | Anís bin Slímane    |     | 67' |
| SÚ           | 9  | Esám Džebalí        |     | 80' |
| LÚ           | 7  | Júsef Msakní (c)    |     | 80' |
| Nahrazující: |    |                     |     |     |
| Ú            | 23 | Najím Slití         |     | 67' |
| Z            | 8  | Hannibal Mejbrí     |     | 80' |
| Ú            | 11 | Tahá Jasíne Chenísí | 86' | 80' |
| O            | 21 | Vajdí Kechrída      |     | 88' |
| Z            | 13 | Fardžaní Sasí       |     | 88' |
| Trenér:      |    |                     |     |     |
| Džalel Kadrí |    |                     |     |     |

| Muž zápasu Ajsá Lajdúní Asistenti rozhodčího: Alberto Morín Miguel Hernández Čtvrtý rozhodčí: Saíd Martínez Náhradní rozhodčí: Walter López Videorozhodčí: Fernando Guerrero Asistenti videorozhodčího: Armando Villarreal Gabriel Chade Juan Martínez Munuera |

### Francie - Austrálie
Na mistrovství světa se oba týmy střetly před tímto zápasem jednou, a to v roce 2018, kdy Francie zvítězila 2:1 a touto výhrou odstartovala svoji cestu za titulem. Střetly se také při vítězství Austrálie 1:0 nad tehdejšími úřadujícími Mistry světa na Konfederačním poháru FIFA v roce 2001.
Velmi překvapivý start přichystal divákům na stadionu i mimo něj Craig Goodwin, jenž chladnokrevnou střelou pod břevno zužitkoval skvělý centr od Matthewa Leckieho. To dodalo sebevědomí Australanům, ale i motivaci Francouzům, kteří se hnali za vyrovnáním. To obstaral kontroverzní záložník Juventusu Adrien Rabiot o necelých 20 minut později. Na jeho hlavičku neměl brankář Ryan nárok. To Francouze nakoplo, a o pět minut už otočili vývoj utkání na svou stranu. Po velké chybě v domácí obraně naservíroval Rabiot míč před prázdnou bránu Olivieru Giroudovi a ten už povinně poslal míč do brány. V nastavení ještě spálil obrovskou šanci Mbappé, který po centru Griezmanna míč v letu přestřelil. A to mohlo jeho a Francouze mrzet, když z následné šance záložník Jackson Irvine po skvostném centru z pravé strany vyskočil nejvýše a hlavičkou trefil pouze pravou tyč.
V druhém poločase prolomil střeleckou smůlu Mbappé a po několika zahozených šancí i z druhého poločasu konečně otevřel svůj střelecký účet, kdy si naskočil na krásný centr Dembélého, a hlavičkou nechytatelně o tyč zvýšil náskok Francie. O tři minuty později asistoval pak Giroudovi, který třetím gólem z hlavou v zápase vyrovnal rekord v počtu gólů vstřelených v dresu Francie. S 51 góly dorovnal legendárního Thierryho Henryho. Pátý gól a tečku mohl přidat obránce Liverpoolu Konaté, další gól ale v už zápase nepadl.
| 22. listopadu 2022 20:00 (UTC+3)                            |        |                  |                                                                    |
| Francie                                                     | 4 : 1  | Austrálie        | Al Janoub Stadium, Al Wakrah diváci: 40 875 rozhodčí: Victor Gomes |
| Adrien Rabiot 28' Olivier Giroud 32', 71' Kylian Mbappé 68' | Zpráva | 9' Craig Goodwin | Al Janoub Stadium, Al Wakrah diváci: 40 875 rozhodčí: Victor Gomes |

| France | Australia |

| BR               | 1  | Hugo Lloris (c)     |  |     |
| PO               | 2  | Benjamin Pavard     |  | 89' |
| SO               | 24 | Ibrahima Konaté     |  |     |
| SO               | 18 | Dayot Upamecano     |  |     |
| LO               | 21 | Lucas Hernández     |  | 13' |
| SZ               | 8  | Aurélien Tchouaméni |  | 77' |
| SZ               | 14 | Adrien Rabiot       |  |     |
| LK               | 11 | Ousmane Dembélé     |  | 77' |
| OZ               | 7  | Antoine Griezmann   |  |     |
| PO               | 10 | Kylian Mbappé       |  |     |
| SÚ               | 9  | Olivier Giroud      |  | 89' |
| Nahrazující:     |    |                     |  |     |
| OB               | 22 | Theo Hernández      |  | 13' |
| ZÁ               | 13 | Youssouf Fofana     |  | 77' |
| ÚT               | 20 | Kingsley Coman      |  | 77' |
| OB               | 5  | Jules Koundé        |  | 89' |
| ÚT               | 26 | Marcus Thuram       |  | 89' |
| Trenér:          |    |                     |  |     |
| Didier Deschamps |    |                     |  |     |

| BR            | 1  | Mathew Ryan (c)    |       |     |
| PO            | 16 | Aziz Behich        |       |     |
| SO            | 4  | Kye Rowles         |       |     |
| SO            | 19 | Harry Souttar      |       |     |
| LO            | 3  | Nathaniel Atkinson |       | 85' |
| SZ            | 22 | Jackson Irvine     | 80'   | 85' |
| SZ            | 13 | Aaron Mooy         | 90+5' |     |
| SZ            | 14 | Riley McGree       |       | 73' |
| PK            | 23 | Craig Goodwin      |       | 73' |
| SÚ            | 15 | Mitchell Duke      | 55'   | 56' |
| LK            | 7  | Mathew Leckie      |       |     |
| Nahrazující:  |    |                    |       |     |
| ÚT            | 25 | Jason Cummings     |       | 56' |
| ÚT            | 11 | Awer Mabil         |       | 73' |
| ÚT            | 21 | Garang Kuol        |       | 73' |
| ZÁ            | 26 | Keanu Baccus       |       | 85' |
| OB            | 2  | Miloš Degenek      |       | 85' |
| Trenér:       |    |                    |       |     |
| Graham Arnold |    |                    |       |     |

| Muž zápasu: Kylian Mbappé Asistenti rozhodčího: Zakhele Siwela Souru Phatsoane Čtvrtý rozhodčí: Salima Mukansangaová Náhradní rozhodčí: Kathryn Nesbittová Videorozhodčí: Drew Fischer Asistenti videorozhodčího: Adil Zourak Kyle Atkins Marco Fritz |

2. kolo

### Tunisko - Austrálie
Tito týmy se utkaly před tímto duelem dvakrát, naposledy v roce 2005 na Konfederačním poháru FIFA, kdy Tunisko vyhrálo 2:0.
Oba týmy hráli ze začátku velmi opatrně. Šance byla spíše vzácností, a většinu času se kombinovalo. I přesto diváci viděli v prvním poločase braku. Z jedné z mála šancí se prosadil Mitchell Duke, který z ostrého centru výbornou hlavičkou poslal tým z Oceánie do vedení. Ani po tomto gólu se ale hra neotevřela, a nadále se hrálo velmi obezřetně.
V druhém poločase už Tunisané zabraly a začali zaměstnávat australskou defenzívu. Ta působila ale velmi jistě, a severoafrickému týmu nic nedovolila. Obrovskou příležitost měl v 88. minutě Chazrí. Míč ale za záda Ryana nedostal a Tunisané ani v druhém zápase nevstřelili gól, a Australané vyhráli svůj první zápas na MS roku 2010.
| 26. listopadu 2022 11:00 (UTC+3) |        |                   |                                                                      |
| Tunisko                          | 0 : 1  | Austrálie         | Al Janoub Stadium, Al Wakrah diváci: 41 823 rozhodčí: Daniel Siebert |
|                                  | Zpráva | Mitchell Duke 23' | Al Janoub Stadium, Al Wakrah diváci: 41 823 rozhodčí: Daniel Siebert |

| Tunisko | Austrálie |

| BR           | 16 | Ajmán Dámen         |       |     |
| SO           | 6  | Dylan Bronn         |       | 73' |
| SO           | 4  | Jasín Maríá         |       |     |
| SO           | 3  | Montassár Talbí     |       |     |
| PZ           | 20 | Muhammad Dräger     |       | 46' |
| SZ           | 17 | Alljís Schirí       |       |     |
| SZ           | 14 | Ajsá Lajdúní        | 26'   | 67' |
| LZ           | 24 | Alí Abdí            | 64'   |     |
| PK           | 23 | Najím Slití         |       |     |
| SÚ           | 9  | Esám Džebalí        |       | 73' |
| LK           | 7  | Júsef Msakní (c)    |       |     |
| Nahrazující: |    |                     |       |     |
| ZÁ           | 13 | Fardžaní Sasí       | 90+3' | 46' |
| ÚT           | 10 | Vahbí Chazrí        |       | 67' |
| OB           | 21 | Vajdí Kechrída      |       | 73' |
| ÚT           | 11 | Tahá Jasíne Chenísí |       | 73' |
| Trenér:      |    |                     |       |     |
| Džalel Kadrí |    |                     |       |     |

| BR            | 1  | Mathew Ryan (c) |  |     |
| PO            | 5  | Fran Karačić    |  | 75' |
| SO            | 19 | Harry Souttar   |  |     |
| SO            | 4  | Kye Rowles      |  |     |
| LO            | 16 | Aziz Behich     |  |     |
| SZ            | 14 | Riley McGree    |  | 64' |
| SZ            | 13 | Aaron Mooy      |  |     |
| SZ            | 22 | Jackson Irvine  |  |     |
| PK            | 7  | Mathew Leckie   |  | 85' |
| SÚ            | 15 | Mitchell Duke   |  | 64' |
| LK            | 23 | Craig Goodwin   |  | 85' |
| Nahrazující:  |    |                 |  |     |
| ÚT            | 9  | Jamie Maclaren  |  | 64' |
| ZÁ            | 10 | Ajdin Hrustic   |  | 64' |
| DF            | 2  | Miloš Degenek   |  | 75' |
| ÚT            | 11 | Awer Mabil      |  | 85' |
| ZÁ            | 26 | Keanu Baccus    |  | 85' |
| Trenér:       |    |                 |  |     |
| Graham Arnold |    |                 |  |     |

| Muž zápasu: Mitchell Duke Asistenti rozhodčího: Rafael Foltyn Jan Seidel Čtvrtý rozhodčí: Said Martínez Náhradní rozhodčí: Karen Díazová Medinová Videorozhodčí: Bastian Dankert Asistenti videorozhodčího: Marco Fritz Corey Parker Pol van Boekel Kathryn Nesbittová |

### Francie - Dánsko
Francie vyzvala Dánsko na MS před tímto zápasem třikrát, vždy ve skupinové fázi, a to se třemi různými výsledky: v roce 1998 vyhráli 2:1 Francouzi, o 4 roky později jim ale Dánsko porážku oplatilo a zvítězilo 2:0. V roce 2018 se rozešli smírně 0:0.
Zápas podle očekávání kontrolovali obhájci titulu a Schmeichela několikrát prověřili. Nejvíce Rabiotova hlavička po dvaceti minutách hry. Dánský gólman ji ale parádním zákrokem zneškodnil. Seveřané také hrozili, rána Andrease Corneliuse na konci první půle mířila těsně vedle tyče.
Po změně stran překvapivě dominovali Dánové. Nicméně ne na dlouho, brzy už zase určovali tempo hry Francouzi, a obranu trápil především kontroverzní hvězda PSG Kylian Mbappé. Právě tento útočník zahájil v 61. minutě akci po níž si navedl míč do pokutového území, a po zpětné přihrávce od Thea Hernándeze překonal obránce i bezmocného gólmana. Dány ale obdržená branka nepoložila a chvíli nato vyrovnali. Po rohovém kopu ideálně nahrál do volného prostoru Joachim Andersen a osamocený Andreas Christensen hlavičkou pod břevno vrátil Dánsko do hry. Ani jeden tým ale spokojen s remízou nebyl a hra se přelévala „nahoru dolů“. I přestože severský tým měl několik velkých šancích, tak to byla Francie, která udeřila. Antoine Griezmann parádně našel na zadní tyči koho jiného než Mbappého a od francouzské megastar se odrazil balon do brány. Dánsko už odpovědět nedokázalo, a Francie zlomila známé „prokletí“ obhájců titulů, jimž se nedařilo po triumfu postoupit ze skupiny, což si Francie po tomto vítězství zajistila.
| 26. listopadu 2022 17:00 (UTC+3) |        |                         |                                                              |
| Francie                          | 2 : 1  | Dánsko                  | Stadium 974, Dauhá diváci: 42 860 rozhodčí: Szymon Marciniak |
| Kylian Mbappé 61', 86'           | Zpráva | 68' Andreas Christensen | Stadium 974, Dauhá diváci: 42 860 rozhodčí: Szymon Marciniak |

| Francie | Dánsko |

| BR               | 1  | Hugo Lloris (c)     |     |       |
| PO               | 5  | Jules Koundé        | 43' |       |
| SO               | 4  | Raphaël Varane      |     | 75'   |
| SO               | 18 | Dayot Upamecano     |     |       |
| LO               | 22 | Theo Hernández      |     |       |
| SZ               | 8  | Aurélien Tchouaméni |     |       |
| SZ               | 14 | Adrien Rabiot       |     |       |
| PK               | 11 | Ousmane Dembélé     |     | 75'   |
| OZ               | 7  | Antoine Griezmann   |     | 90+2' |
| LK               | 10 | Kylian Mbappé       |     |       |
| SÚ               | 9  | Olivier Giroud      |     | 63'   |
| Nahrazující:     |    |                     |     |       |
| ÚT               | 26 | Marcus Thuram       |     | 63'   |
| ÚT               | 20 | Kingsley Coman      |     | 75'   |
| OB               | 24 | Ibrahima Konaté     |     | 75'   |
| ZÁ               | 13 | Youssouf Fofana     |     | 90+2' |
| Trenér:          |    |                     |     |       |
| Didier Deschamps |    |                     |     |       |

| BR              | 1  | Kasper Schmeichel (c) |     |       |
| SO              | 2  | Joachim Andersen      |     |       |
| SO              | 6  | Andreas Christensen   | 20' |       |
| SO              | 3  | Victor Nelsson        |     |       |
| PZ              | 13 | Rasmus Kristensen     |     | 90+2' |
| SZ              | 23 | Pierre-Emile Højbjerg |     |       |
| SZ              | 10 | Christian Eriksen     |     |       |
| LZ              | 5  | Joakim Mæhle          |     |       |
| PK              | 25 | Jesper Lindstrøm      |     | 85'   |
| LK              | 14 | Mikkel Damsgaard      |     | 73'   |
| SÚ              | 21 | Andreas Cornelius     | 23' | 46'   |
| Nahrazující:    |    |                       |     |       |
| ÚT              | 9  | Martin Braithwaite    |     | 46'   |
| ÚT              | 12 | Kasper Dolberg        |     | 73'   |
| ZÁ              | 15 | Christian Nørgaard    |     | 73'   |
| OB              | 26 | Alexander Bah         |     | 90+2' |
| Trenér:         |    |                       |     |       |
| Kasper Hjulmand |    |                       |     |       |

| Muž zápasu: Kylian Mbappé Asistenti rozhodčího: Paweł Sokolnicki Tomasz Listkiewicz Čtvrtý rozhodčí: Ma Ning Náhradní rozhodčí: Cao Ji Videorozhodčí: Tomasz Kwiatkowski Asistenti videorozhodčího: Juan Martínez Munuera Talíb Marí Alejandro Hernández Hernánde |

3. kolo

### Austrálie - Dánsko
K reprezentačnímu setkání týmů Austrálie a Dánska došlo jednou a to na mistrovství světa 2018 v Rusku, kdy zápas skončil remízou 1 :1.
| 30. listopadu 2022 16:00 (UTC+3) |        |        |                                                                       |
| Austrálie                        | 1 : 0  | Dánsko | Al Janoub Stadium, Al Wakrah diváci: 41 232 rozhodčí: Mustafa Ghorbal |
| Mathew Leckie 60'                | Zpráva |        | Al Janoub Stadium, Al Wakrah diváci: 41 232 rozhodčí: Mustafa Ghorbal |

| Austrálie | Dánsko |

| BR            | 1  | Mathew Ryan (c) |     |     |
| PO            | 2  | Miloš Degenek   | 57' |     |
| SO            | 19 | Harry Souttar   |     |     |
| SO            | 4  | Kye Rowles      |     |     |
| LO            | 16 | Aziz Behich     | 4'  |     |
| PZ            | 7  | Mathew Leckie   |     | 89' |
| SZ            | 22 | Jackson Irvine  |     |     |
| SZ            | 13 | Aaron Mooy      |     |     |
| LZ            | 23 | Craig Goodwin   |     | 46' |
| SÚ            | 15 | Mitchell Duke   |     | 82' |
| SÚ            | 14 | Riley McGree    |     | 74' |
| Nahrazující:  |    |                 |     |     |
| ZÁ            | 26 | Keanu Baccus    |     | 46' |
| OB            | 8  | Bailey Wright   |     | 74' |
| ÚT            | 9  | Jamie MacLaren  |     | 82' |
| ZÁ            | 10 | Ajdin Hrustic   |     | 89' |
| Trenér:       |    |                 |     |     |
| Graham Arnold |    |                 |     |     |

| BR              | 1  | Kasper Schmeichel     |     |     |
| PO              | 13 | Rasmus Kristensen     |     | 46' |
| SO              | 2  | Joachim Andersen      |     |     |
| SO              | 6  | Andreas Christensen   |     |     |
| LO              | 5  | Joakim Mæhle          |     | 69' |
| SZ              | 23 | Pierre-Emile Højbjerg |     |     |
| SZ              | 7  | Mathias Jensen        |     | 59' |
| PK              | 11 | Andreas Skov Olsen    |     | 69' |
| OZ              | 10 | Christian Eriksen (c) |     |     |
| LK              | 25 | Jesper Lindstrøm      |     |     |
| SÚ              | 9  | Martin Braithwaite    |     | 59' |
| Nahrazující:    |    |                       |     |     |
| OB              | 26 | Alexander Bah         |     | 46' |
| ÚT              | 12 | Kasper Dolberg        |     | 59' |
| ZÁ              | 14 | Mikkel Damsgaard      |     | 59' |
| ZÁ              | 24 | Robert Skov           | 75' | 69' |
| ÚT              | 21 | Andreas Cornelius     |     | 69' |
| Trenér:         |    |                       |     |     |
| Kasper Hjulmand |    |                       |     |     |

| Muž zápasu: Mathew Leckie Asistenti rozhodčího: Mokrane Gourari Abdelhak Etchiali Čtvrtý rozhodčí: Maguette N'Diaye Náhradní rozhodčí: Djibril Camara Videorozhodčí: Mauro Vigliano Asistenti videorozhodčího: Nicolás Gallo Gabriel Chade Adil Zourak |

### Tunisko - Francie
Obě národní mužstva se střetla čtyřikrát, naposledy v roce 2010, kdy v přátelském utkání remizovala 1:1.
| 30. listopadu 2022 16:00 (UTC+3) |        |         |                                                                       |
| Tunisko                          | 1 : 0  | Francie | Stadion Education City, Dauhá diváci: 43 627 rozhodčí: Matthew Conger |
| Vahbí Chazrí 58'                 | Zpráva |         | Stadion Education City, Dauhá diváci: 43 627 rozhodčí: Matthew Conger |

| Tunisko | Francie |

| BR           | 16 | Ajmán Dámen              |     |     |
| SO           | 4  | Jasín Maríá              |     |     |
| SO           | 5  | Nádir Gandrí             |     |     |
| SO           | 3  | Montassár Talbí          |     |     |
| PZ           | 21 | Vajdí Kechrída           | 28' |     |
| SZ           | 17 | Alljís Schirí            |     |     |
| SZ           | 14 | Ajsá Lajdúní             |     |     |
| LZ           | 12 | Alí Maalúl               |     |     |
| PK           | 25 | Anís bin Slímane         |     | 83' |
| LK           | 15 | Muhammad Alí bin Romdáne |     | 74' |
| SÚ           | 10 | Vahbí Chazrí (c)         |     | 60' |
| Nahrazující: |    |                          |     |     |
| ÚT           | 9  | Esám Jebalí              |     | 60' |
| ZÁ           | 18 | Ghailín Čaalalí          |     | 74' |
| OB           | 24 | Alí Abdí                 |     | 83' |
| Trenér:      |    |                          |     |     |
| Džalel Kadrí |    |                          |     |     |

| BR               | 16 | Steve Mandanda      |  |     |
| PO               | 3  | Axel Disasi         |  |     |
| SO               | 4  | Raphaël Varane (c)  |  | 63' |
| SO               | 24 | Ibrahima Konaté     |  |     |
| LO               | 25 | Eduardo Camavinga   |  |     |
| SZ               | 8  | Aurélien Tchouaméni |  |     |
| SZ               | 13 | Youssouf Fofana     |  | 73' |
| PK               | 6  | Matteo Guendouzi    |  | 79' |
| OZ               | 15 | Jordan Veretout     |  | 63' |
| LK               | 20 | Kingsley Coman      |  | 63' |
| SÚ               | 12 | Randal Kolo Muani   |  |     |
| Nahrazující:     |    |                     |  |     |
| OB               | 17 | William Saliba      |  | 63' |
| ÚT               | 10 | Kylian Mbappé       |  | 63' |
| ZÁ               | 14 | Adrien Rabiot       |  | 63' |
| ÚT               | 7  | Antoine Griezmann   |  | 73' |
| ZÁ               | 11 | Ousmane Dembélé     |  | 79' |
| Trenér:          |    |                     |  |     |
| Didier Deschamps |    |                     |  |     |

| Muž zápasu: Vahbí Chazrí Asistenti rozhodčího: Mark Rule Tevita Makasini Čtvrtý rozhodčí: Salima Mukansangaová Náhradní rozhodčí: Neuza Back Videorozhodčí: Abdulla Al-Marri Asistenti videorozhodčího: Muhammad Taqi Taleb Al-Marri Fernando Guerrero |

## Disciplína
Body fair play se použijí jako rozhodující, pokud jsou celkové a vzájemné výsledky týmů vyrovnané. Ty se vypočítávají na základě žlutých a červených karet obdržených ve všech zápasech skupiny takto:
- žlutá karta: minus 1 bod;
- nepřímá červená karta (druhá žlutá karta): minus 3 body;
- přímá červená karta: minus 4 body;
- žlutá karta a přímá červená karta: minus 5 bodů;

V jednom zápase lze na hráče uplatnit pouze jeden z výše uvedených odečtů.
| Tým       | 1. Kolo | 1. Kolo                                                    | 1. Kolo   | 1. Kolo                         | 2. Kolo | 2. Kolo                                                    | 2. Kolo   | 2. Kolo                         | 3. Kolo | 3. Kolo                                                    | 3. Kolo   | 3. Kolo                         | Body |
| Tým       |         | Žlutá karta udělena · Žlutá karta udělena opět · Vyloučení | Vyloučení | Žlutá karta udělena · Vyloučení |         | Žlutá karta udělena · Žlutá karta udělena opět · Vyloučení | Vyloučení | Žlutá karta udělena · Vyloučení |         | Žlutá karta udělena · Žlutá karta udělena opět · Vyloučení | Vyloučení | Žlutá karta udělena · Vyloučení | Body |
| --------- | ------- | ---------------------------------------------------------- | --------- | ------------------------------- | ------- | ---------------------------------------------------------- | --------- | ------------------------------- | ------- | ---------------------------------------------------------- | --------- | ------------------------------- | ---- |
| Francie   |         |                                                            |           |                                 | 1       |                                                            |           |                                 |         |                                                            |           |                                 | –1   |
| Austrálie | 3       |                                                            |           |                                 |         |                                                            |           |                                 | 2       |                                                            |           |                                 | –5   |
| Dánsko    | 2       |                                                            |           |                                 | 2       |                                                            |           |                                 | 1       |                                                            |           |                                 | –5   |
| Tunisko   | 1       |                                                            |           |                                 | 3       |                                                            |           |                                 | 1       |                                                            |           |                                 | –5   |